# Altenburg (Missouri)
Altenburg é uma cidade localizada no estado americano de Missouri, no Condado de Perry.

## Demografia
Segundo o censo americano de 2000, a sua população era de 309 habitantes. 
Em 2006, foi estimada uma população de 314, um aumento de 5 (1.6%).

## Geografia
De acordo com o United States Census Bureau tem uma área de 
2,5 km², dos quais 2,5 km² cobertos por terra e 0,0 km² cobertos por água. Altenburg localiza-se a aproximadamente 178 m acima do nível do mar.

## Localidades na vizinhança
O diagrama seguinte representa as localidades num raio de 16 km ao redor de Altenburg. 